# Benthobatis yangi
Benthobatis yangi is een vissensoort uit de familie van de schijfroggen (Narcinidae). De wetenschappelijke naam van de soort is voor het eerst geldig gepubliceerd in 2003 door Carvalho, Compagno & Ebert.